# جام اینترتوتو ۲۰۰۴
جام اینترتوتو ۲۰۰۴، دهمین دوره از رقابت‌های فوتبال جام اینترتوتو بود که زیر نظر یوفا برگزار می‌شد. در بازی‌های نهایی سه تیم لیل، شالکه ۰۴ و ویارئال به پیروزی رسیدند و جواز حضور در مسابقات جام یوفا را بدست آوردند.

## دور اول
| تیم ۱           | نتیجه‌نهایی | تیم ۲             | بازی رفت | بازی برگشت |
| --------------- | ---------- | ----------------- | -------- | ---------- |
| تسلیه           | ۲–۲ (گ.ز.) | اسلوبودا توزلا    | ۲–۱      | ۰–۱        |
| ولازنیا         | ۴–۲        | هاپوئل بئرشبع     | ۱–۲      | ۳–۰        |
| اتنیکوس اچنا    | ۲–۱۰       | واردار            | ۱–۵      | ۱–۵        |
| هیبرنینز        | ۲–۴        | اسلاون بلوپو      | ۲–۱      | ۰–۳        |
| سنت حولیا       | ۰–۱۱       | سارتید            | ۰–۸      | ۰–۳        |
| مارِک دوپنیتسا   | ۲–۰        | دیلا گوری         | ۰–۰      | ۲–۰        |
| اسپارتاک مسکو   | ۲–۱        | آتلانتاس          | ۲–۰      | ۰–۱        |
| شپرن            | ۲–۳        | تپلیس             | ۱–۰      | ۱–۳        |
| تون             | ۲–۰        | گلوریا بیستریتسا  | ۲–۰      | ۰–۰        |
| میپا            | ۳–۴        | فاستاو زلین       | ۱–۱      | ۲–۳        |
| برگنتس          | ۱–۵        | کشیلا             | ۰–۳      | ۱–۲        |
| اسپارتاک ترناوا | ۴–۴ (گ.ز.) | دبرتسنی           | ۳–۰      | ۱–۴        |
| اودرا ووجسواف   | ۱–۲        | دینامو مینسک      | ۱–۰      | ۰–۲        |
| تئوتا           | ۰–۴        | زد تی اس دوبنیتسا | ۰–۰      | ۰–۴        |
| خنت             | ۳–۱        | فیلکیر            | ۲–۱      | ۱–۰        |
| کورک سیتی       | ۴–۱        | مالمو             | ۳–۱      | ۱–۰        |
| وترا            | ۴–۰        | ناروا ترانس       | ۳–۰      | ۱–۰        |
| ادنسه           | ۷–۰        | بالی‌منا یونایتد   | ۰–۰      | ۷–۰        |
| گرونماخر        | ۱–۱ (گ.ز.) | تامپره یونایتد    | ۱–۱      | ۰–۰        |
| آبریستویث تاون  | ۰–۴        | دینابورگ          | ۰–۰      | ۰–۴        |
| اسبیرگ          | ۷–۱        | NSÍ Runavík       | ۳–۱      | ۴–۰        |

## دور دوم
| تیم ۱             | نتیجه‌نهایی   | تیم ۲           | بازی رفت | بازی برگشت |
| ----------------- | ------------ | --------------- | -------- | ---------- |
| وسترلو            | ۰–۳          | فاستاو زلین     | ۰–۰      | ۰–۳        |
| هیبرنین           | ۱–۲          | وترا            | ۱–۱      | ۰–۱        |
| خنک               | ۵–۱          | مارِک دوپنیتسا   | ۲–۱      | ۳–۰        |
| ادنسه             | ۰–۵          | ویارئال         | ۰–۳      | ۰–۲        |
| تپلیس             | ۱–۴          | شینیک یاروسلاول | ۱–۲      | ۰–۲        |
| زد تی اس دوبنیتسا | ۱–۷          | اسلوان لیبرتس   | ۱–۲      | ۰–۵        |
| وولفسبورگ         | ۳–۷          | تون             | ۲–۳      | ۱–۴        |
| اُاف‌کی بلگراد      | ۵–۱          | دینابورگ        | ۳–۱      | ۲–۰        |
| ان.ئی. سی نایمخن  | ۰–۱          | کورک سیتی       | ۰–۰      | ۰–۱        |
| اسبیرگ            | ۲–۱          | نیس             | ۱–۰      | ۱–۱        |
| اسپارتاک مسکو     | ۵–۱          | کامن اینگراد    | ۴–۱      | ۱–۰        |
| تامپره یونایتد    | ۳–۱          | کشیلا           | ۳–۰      | ۰–۱        |
| دینامو مینسک      | ۴–۳          | سارتید          | ۱–۲      | ۳–۱ (و.ا.) |
| اسپارتاک ترناوا   | ۳–۱          | اسلوبودا توزلا  | ۲–۱      | ۱–۰        |
| واردار            | ۱–۱ (۴–۳ پ.) | خنت             | ۱–۰      | ۰–۱ (و.ا.) |
| اسلاون بلوپو      | ۲–۱          | ولازنیا         | ۲–۰      | ۰–۱        |

## دور سوم
| تیم ۱          | نتیجه‌نهایی | تیم ۲           | بازی رفت | بازی برگشت |
| -------------- | ---------- | --------------- | -------- | ---------- |
| فاستاو زلین    | ۴–۴ (گ.ز.) | اتلتیکو مادرید  | ۲–۴      | ۲–۰        |
| نانت           | ۴–۲        | کورک سیتی       | ۳–۱      | ۱–۱        |
| خنک            | ۲–۲ (گ.ز.) | بروسیا دورتموند | ۰–۱      | ۲–۱        |
| تون            | ۳–۵        | هامبورگ         | ۲–۲      | ۱–۳        |
| یاروسلاول      | ۲–۶        | لیریا           | ۱–۴      | ۱–۲        |
| شالکه ۰۴       | ۷–۱        | واردار          | ۵–۰      | ۲–۱        |
| اسلوان لیبرتس  | ۲–۱        | رودا            | ۱–۰      | ۱–۱ (و.ا.) |
| لیل            | ۴–۳        | دینامو مینسک    | ۲–۱      | ۲–۲        |
| اسلاون بلوپو   | ۲–۲ (گ.ز.) | اسپارتاک ترناوا | ۰–۰      | ۲–۲        |
| تامپره یونایتد | ۰–۱        | اُاف‌کی بلگراد    | ۰–۰      | ۰–۱        |
| ویارئال        | ۳–۲        | اسپارتاک مسکو   | ۱–۰      | ۲–۲        |
| وترا           | ۱–۵        | اسبیرگ          | ۱–۱      | ۰–۴        |

## نیمه نهایی
| تیم ۱         | نتیجه‌نهایی | تیم ۲          | بازی رفت | بازی برگشت |
| ------------- | ---------- | -------------- | -------- | ---------- |
| اسبیرگ        | ۱–۶        | شالکه ۰۴       | ۱–۳      | ۰–۳        |
| اُاف‌کی بلگراد  | ۱–۵        | اتلتیکو مادرید | ۱–۳      | ۰–۲        |
| خنک           | ۰–۲        | لیریا          | ۰–۰      | ۰–۲        |
| ویارئال       | ۲–۰        | هامبورگ        | ۱–۰      | ۱–۰        |
| لیل           | ۴–۱        | اسلاون بلوپو   | ۳–۰      | ۱–۱        |
| اسلوان لیبرتس | ۲–۲ (گ.ز.) | نانت           | ۱–۰      | ۱–۲        |

## فینال‌ها
| تیم ۱    | نتیجه‌نهایی   | تیم ۲          | بازی رفت | بازی برگشت |
| -------- | ------------ | -------------- | -------- | ---------- |
| لیل      | ۲–۰          | لیریا          | ۰–۰      | ۲–۰ (و.ا.) |
| شالکه ۰۴ | ۳–۱          | اسلوان لیبرتس  | ۲–۱      | ۱–۰        |
| ویارئال  | ۲–۲ (۳–۱ پ.) | اتلتیکو مادرید | ۲–۰      | ۰–۲ (و.ا.) |

### دور رفت
| لیل | ۰–۰   | لیریا |
| --- | ----- | ----- |
|     | گزارش |       |

| شالکه ۰۴                | ۲–۱   | اسلوان لیبرتس |
| ----------------------- | ----- | ------------- |
| آیلتون ۲۵' · آساموا ۴۱' | گزارش | Zápotočný ۷۴' |

| ویارئال                 | ۲–۰   | اتلتیکو مادرید |
| ----------------------- | ----- | -------------- |
| Roger ۵۶' · رودریگز ۷۷' | گزارش |                |

### دور برگشت
| اسلوان لیبرتس | ۰–۱   | شالکه ۰۴   |
| ------------- | ----- | ---------- |
|               | گزارش | آیلتون ۸۷' |

شالکه ۰۴ در مجموع ۳–۱ برنده شد.
| اتلتیکو مادرید                    | ۲–۰ (و.ا.) | ویارئال                    |
| --------------------------------- | ---------- | -------------------------- |
| ایباخاسا ۴۷' · کالوو ۵۸'          | گزارش      |                            |
| ضربات پنالتی                      |            |                            |
| کالوو · بارخوان · نانو · آریزمندی | ۱–۳        | آندرسون · فرناندز · ریکلمه |

در مجموع ۲–۲ ویارئال در ضربات پنالتی ۳–۱ برنده شد.
| لیریا | ۰–۲ (و.ا.) | لیل                         |
| ----- | ---------- | --------------------------- |
|       | گزارش      | موسیلو ۱۰۵' · آسیموویچ ۱۱۶' |

لیل در مجموع ۲–۰ برنده شد.